# ニッケル
ニッケル（蘭: nikkel, 英: nickel, 羅: niccolum, 中: 鎳）は、原子番号28の金属元素である。元素記号はNi。

## 名称
名称はドイツ語の Kupfernickel（悪魔の銅）に由来する。これは、ニッケル鉱石である紅砒ニッケル鉱（NiAs）が銅鉱石に似ているにもかかわらず銅を遊離できなかったために、坑夫たちがこう呼んだものと言われている。

## 存在
地殻中の存在比は約105×10−6と推定され、それほど多いわけではないが、鉄隕石中には数 %含まれる。特に62Niの1核子あたりの結合エネルギーが全原子中で最大であるなどの点から、鉄とともにもっとも安定な元素である。岩石惑星を構成する元素として比較的多量に存在し、地球中心部の核にも数 %が含まれると推定されている。

## 性質
銀白色の金属で、鉄族に分類される。原子量は約58.69である。常温で安定な結晶格子は、面心立方格子(FCC)である。また、鉄よりは弱いが強磁性体で、キュリー点は350 °Cであり、鉄族元素としてはもっとも低い。
銀白色の光沢ある金属であり、乾燥した空気中では錆びにくいが、微粒子状のものは空気中で自然発火することもあり、細いニッケル線は酸素中で火花を出して燃焼する。水素よりイオン化傾向がやや大きく、塩酸および希硫酸に徐々に溶解し、緑色の水和ニッケルイオンを生成するが、その反応はきわめて遅い。酸化作用を持つ希硝酸には速やかに溶解し、濃硝酸では不動態を形成する。アルカリに対しては比較的強い耐食性を示す。
{\displaystyle {\ce {Ni + 2H^+(aq) -> Ni^+(aq) + H2}}}
{\displaystyle {\ce {3Ni + 8HNO3 -> 3Ni(NO3)2 + 2NO + 4H2O}}}
微粒子状の金属粉末は水素および窒素ガスなどを吸蔵し、水素付加反応を活性化させる作用を持ち、融解状態でもこれらの気体を吸収し、凝固時にその大部分を放出するため表面が巣穴になりやすい。また、鉄と同様、融解状態では炭素を6.25 %まで溶解し、凝固するとグラファイトを析出する。
50–60 °Cで微粉末状のニッケルに一酸化炭素を反応させるとテトラカルボニルニッケルを生成し、これを200 °Cに加熱すると分解してニッケルを生じる。この反応は、モンド法と称し、ニッケルの精製に用いられる。
{\displaystyle {\ce {Ni + 4CO <=> Ni(CO)4}}}

## 用途
光沢があり耐食性が高いため、装飾用のめっきに用いられる（単純な耐食用途ならクロメートめっき等、より安価で効果的な方法がある）ほか、導電性も高い（鉄、クロムより優れるが銅には及ばない）ため電気接点のメッキにも好んで使われる。ステンレス鋼や硬貨の原料などにも使用される。
硬貨の原料
日本で2022年現在発行されている五十円硬貨や百円硬貨は、銅とニッケルの合金（白銅）である。アメリカ合衆国の5セント硬貨も白銅だが、通称「ニッケル」と呼ばれている。純ニッケルも硬貨の材料として用いられたことがある。これはニッケルが特殊鋼や薬莢の材料である白銅の原料として重要であるため、国家が備蓄し、平時は硬貨として流通させ、有事に際してはほかの素材の硬貨や紙幣で代替して回収するためである。日本でも第二次世界大戦直前の1933年（昭和8年）から1937年（昭和12年）にかけて、5銭と10銭のニッケル硬貨が発行されており、その名目で軍需物資であるニッケルを輸入した。ただし、戦後もニッケル硬貨は発行されており、1955年（昭和30年）から1966年（昭和41年）まで発行されていた五十円硬貨（1959年（昭和34年）に無孔から有孔に変更）がニッケル硬貨である。
高張力鋼
軍艦の装甲の素材として、鋼に質量比で6%のニッケルを添加して、砲弾を跳ね返すだけの強度を持たせる技術が1887年にイギリスで開発された。この合金を基礎として、各種の高張力鋼が開発されているが、多くの場合にニッケルが含まれる。
磁性材
ニッケルと鉄にモリブデンやクロムを加えた合金をパーマロイと呼ぶ。優れた軟磁性材料であることから、変圧器の鉄心や磁気ヘッドに用いられている。
耐熱材
ニッケル36 %、鉄64 %の合金を「インバー」、ニッケル36 %、鉄52 %、クロム12 %の合金を「エリンバー」と呼ぶ。インバー合金は熱膨張率が非常に小さく、エリンバー合金は温度による弾性率の変化が非常に小さいという特徴があり、機械式時計の発条などの精密機械に用いられている。ニッケルベースの合金である各種のインコネルは、その耐熱性からタービン用コンプレッサの材料などに用いられる。
形状記憶合金
チタンとニッケルの1:1の合金はもっとも一般的な形状記憶合金となる。
触媒
ニッケルは不飽和炭素結合に対する水素付加の不均一系触媒としてラネー合金などに加工され工業的に用いられる。
電極材
水酸化ニッケルはニッケル・水素蓄電池やニッケル・カドミウム蓄電池などの二次電池の正極に使われる。
水素貯蔵合金
水素を取り込む性質を利用し、水素貯蔵合金のAB5型、Mg型。
電気自動車用電池
近年では電気自動車の電池にも使われる。2022年11月17日にはゼネラル・モータースの幹部がヴァーレのカナダ法人と長期契約を結びケベックの工場からEV用電池に使用できるニッケルの供給を2026年に始めると発表した。

## 歴史
アクセル・クロンステット（Axel Frederik Cronstedt）が1751年に単体分離。

## 産地
ニッケル鉱石の生産は世界全体で134万トン（2009年現在）である。その内訳はロシアが19 %、オーストラリア14 %、インドネシア12 %、カナダ10 %、ニューカレドニア7 %となっている。全世界での埋蔵量に占めるニューカレドニアの割合は25%と推定されている。

鉱石としては、おもに蛇紋岩中に産出する珪ニッケル鉱（Garnierite、(Ni,Mg)3Si2O5(OH)4 とされるが、組成が一定しないので独立種とは認められていない）、磁硫鉄鉱などと共産するペントランド鉱（Pentlandite、(Fe,Ni)9S8）がおもに採掘されている。

## 精錬
かつては、オ－フォード法、モンド法、ヒビネット法、徐冷選鉱法などが利用された。2000年代以降は電気精錬法が用いられる。

### 国別の産出量
2011年における国別の産出量は以下の通りである。
| 順位 | 国             | ニッケル鉱の産出量（万トン） | 全世界での割合（%） |
| ---- | -------------- | ---------------------------- | ------------------- |
| 1    | インドネシア   | 29.0                         | 14.8                |
| 2    | フィリピン     | 27.0                         | 13.8                |
| 3    | ロシア         | 26.7                         | 13.6                |
| 4    | カナダ         | 22.0                         | 11.2                |
| 5    | オーストラリア | 21.5                         | 11.0                |

### 日本のニッケル鉱山と産出
日本では第二次世界大戦中、京都府与謝郡の大江山で開発されたニッケル鉱山で日本冶金工業が採鉱し、近くの製錬所でフェロニッケルに製錬、さらに川崎市の同社工場でニッケル合金として軍用に提供していた。また山口県においても、山口県周南市から岩国市にかけて断続的に蛇紋岩帯があり、昭和15年から20年にかけて金峰鉱山などで採掘が行われた。このほか千葉県の房総半島など、蛇紋岩帯の存在する地域で採掘が行われた。しかし、これは戦時体制による商業コストを度外視したものであり、ほとんどが終戦とともに閉山・廃鉱となった。
この金属は、日本国内において産業上重要性が高いものの、産出地に偏りがあり供給構造が脆弱である。日本では国内で消費する鉱物資源の多くを他国からの輸入で支えている実情から、万一の国際情勢の急変に対する安全保障策として国内消費量の最低60日分を国家備蓄すると定められている。
2015年（平成27年）現在、ニッケルを日本国内で製錬しているのは、大平洋金属八戸製造所、日本冶金工業大江山製造所、住友金属鉱山日向製錬所である。

## 生物との関わり
ウレアーゼ（尿素分解酵素）やいくつかのヒドロゲナーゼ（分子型水素の酸化還元酵素）などは、その機能を発現するためにニッケルを取り込んでいる。しかしながら、ニッケルは金属アレルギーを引き起こしやすい金属のひとつであり、WHOの下部組織IARCはニッケル化合物を「Group1：ヒトに対する発癌性が認められる化学物質」としている。

## おもな合金
- 白銅（キュプロニッケル）
- 洋白（洋銀）
- ステンレス鋼
- ニッケルクロム鋼
- ホワイトゴールド
- コンスタンタン
- 形状記憶合金（ニチノール）
- インコネル
- パーマロイ
- マルエージング鋼
- ニクロム

## ニッケルの化合物
化合物中の原子価は2価がもっとも安定であるが、3価および4価のニッケル原子を含む錯体も存在し、−1、0、+1といった低原子価の錯体も存在する。強酸の陰イオンよりなる塩類は一般的に水に可溶であるが、カルコゲンなどとの化合物は難溶または不溶である。
- 酸化ニッケル(II) (NiO)
- 水酸化ニッケル(II) (Ni(OH)2)
- 塩化ニッケル(II) (NiCl2)
- 硫酸ニッケル(II) (NiSO4)
- テトラカルボニルニッケル
- スルファミン酸ニッケル(II) Ni(NH2SO3)2) (Nickelsulfamat) - ニッケルめっきに使用
- ニッケル酸リチウム (LiNiO2) - リチウムイオン二次電池の正極材料